# 前黒スキー場
前黒スキー場（まえぐろスキーじょう）は、かつて栃木県那須郡塩原町（現・那須塩原市）にあったスキー場。

## 概要
1960年（昭和35年）12月前黒スキー場開設。1963年（昭和38年）1月に前黒山にスキーリフト設置。
新湯温泉の南で、奥塩原キャンプ場の近くの前黒山の北向き斜面を利用したゲレンデ。コースは、初心者向きで営業期間は12月下旬から3月中旬までであった。
雪不足のため、1978年（昭和53年）に閉鎖された。

## 施設
リフト1基、ロープトウ1基。ヒュッテ、売店・食堂、駐車場などを備えていた。